# Шелкан, Грегор
Грегор Шелкан (англ. Gregor Shelkan, настоящее имя Хаим Гершон Шелкан, латыш. Haims Šelkans; 15 декабря 1911, Либава — 9 октября 1999) — американский хаззан.

## Биография
Окончил Венскую консерваторию как оперный певец, одновременно учился у кантора главной венской синагоги Штадттемпель Генриха Фишера. В 1935—1936 гг. солист оперного театра в Берне. В 1937 г. вернулся в Латвию, где женился на скрипачке Саре Рашиной. С 1938 г. солист Латвийской национальной оперы.
В 1941 году после немецкой оккупации Латвии оказался в Рижском гетто, затем в одном из отделений лагеря Кайзервальд на территории Риги, где, несмотря на тяжёлый принудительный труд, продолжал заниматься музыкой вместе с некоторыми другими заключёнными (в том числе виолончелистом Львом Аронсоном). В 1944 г. вместе с Аронсоном был отправлен в концентрационный лагерь Штутгоф, далее перемещён ещё несколько раз и в конце концов освобождён советскими войсками. В 1946 г. Шелкан и Аронсон вместе участвовали в музыкальных программах Берлинского еврейского клуба, созданного в американском секторе, в 1947 г. опубликовали несколько совместных обработок еврейских народных песен. В 1946 году по случаю праздника Йом-кипур молитва Кол нидре в исполнении Шелкана транслировалась по берлинскому американскому радио, что стало первой радиотрансляцией еврейской молитвы в Германии после захвата власти нацистами в 1933 году. В 1947 году женился вторично на Берте Керсон (1911—1996), пресс-секретаре генерала Люсиуса Клея.
В 1947 г. перебрался в США и со следующего года по приглашению Соломона Браславского стал хаззаном общины консервативного иудаизма Мишкан Тфило в Бостоне. В 1954 году привлёк к себе внимание всеамериканской телевизионной аудитории, рассказав про свою жизнь, в том числе про пережитый им Холокост, в телепрограмме Это твоя жизнь. В 1973—1975 гг. председатель Ассамблеи канторов США.